# Astragalus ibicinus
Astragalus ibicinus es una especie de planta del género Astragalus, de la familia de las leguminosas, orden Fabales.

## Distribución
Astragalus ibicinus se distribuye por Irán.

## Taxonomía
Fue descrita científicamente por Boiss. & Haussk. ex Boiss. Fue publicada en Fl. Orient. 2: 293 (1872).